# Titulatura dels faraons
Titulatura dels faraons són el conjunt dels títols reials a l'antic Egipte, la nomenclatura estàndard adoptada pels reis de l'antic Egipte. Simbolitza el poder terrenal i sagrat i també actua com una mena de declaració de la missió per al regnat d'un monarca (de vegades fins i tot va canviar durant el regnat). La titulatura completa, que consta de cinc noms, no han estat en ús estàndard fins que el Regne Mitjà, però es va mantenir en ús fins a la conquesta d'Egipte per l'Imperi Romà.
El nom personal del faraó és el que se li havia donat al naixement i anava sempre precedit de "Fill de Ra" escrit en el jeroglífic d'un ànec (sa), homònim de la paraula "fill", adjacent a una imatge del sol, un jeroglífic per la principal deïtat solar, Ra. Fou introduït entre el títols del faraó a la quarta dinastia per simbolitzar el paper del rei en la representació del déu solar Ra. Per les dones que esdevenien faraó el títol fou interpretat com a "Filla de Ra". Els moderns historiadors generalment es refereixen als antics reis d'Egipte amb aquest nom, afegint ordinals (II, III, etc.) per distingir entre diferents sobirans que van portar el mateix nom personal.
El nom d'Horus d'Or (o nom d'Horus Daurat) fou una de les titulacions dels faraons de l'antic Egipte. Estava format pel nom del faraó en jeroglífic i sobre una imatge d'Horus a sobre o al darrere del jeroglífic per Or. El seu significat és discutit: uns creuen que representa el títol d'Horus sobre el seu oncle Set, i el símbol de l'or representaria la superioritat d'Horus sobre els seus enemics. Or també està fortament associat entre els antics egipcis amb l'eternitat i podria representar el nom etern del faraó. Igual que el nom Nebty, el nom d'Horus d'Or no apareix als cartutxos o als serekhs. Sempre comença per la representació d'un falcó Horus a sobre i una representació en jeroglífic del sol.

## Nom d'Horus
| G5 |

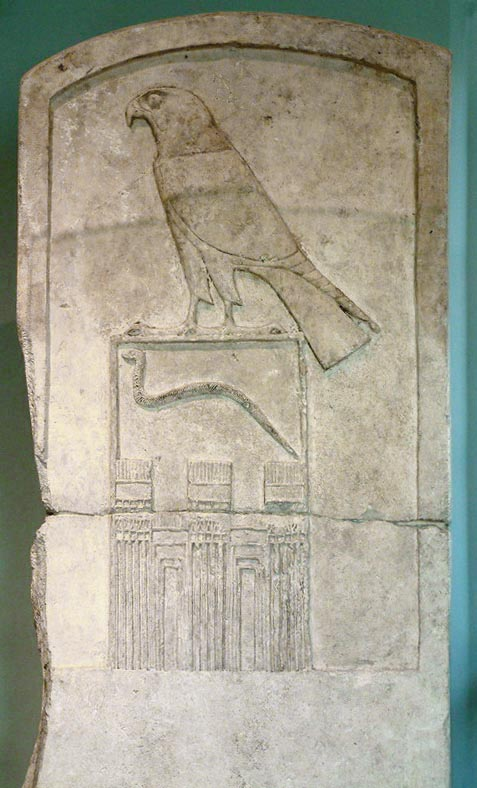
Serekh contenint el nom de Djet i una associació amb Wadjet, al Louvre

Aquest nom s'escrivia normalment en un serekh, una representació d'una façana d'un palau. El nom del faraó s'escrivia en jeroglífics dins d'aquesta representació d'un palau. Normalment, una imatge d'un falcó representant el déu Horus era enfilat damunt o al costat del palau.
És la forma més vella del nom del faraó, originant-se al període predinàstic, i designa al faraó a la vegada com a encarnació i com a protegit d'Horus, el déu falcó de Hierakonpolis, ciutat d'on procedeix Narmer, el primer rei d'Egipte. Molts dels més antics faraons egipcis eren coneguts només per aquest títol. Es creia que el rei era l'encarnació terrenal d'Horus, el fill d'Athor (o Athor-Isis).
Com a mínim, el faraó Peribsen de la segona dinastia, va utilitzar una imatge del déu Seth en comptes d'Horus, potser indicant una divisió religiosa interna dins del país. Era succeït per Khasekhemui, que posava els símbols tant de Seth com d'Horus damunt el seu nom. Després, la imatge d'Horus sempre apareixeria al costat del nom del faraó.
Abans del temps de l'imperi Nou, el nom d'Horus sovint s'escrivia sense el serekh.

## Nom de Nebti
| G16 |

El nom de nebti (literalment «dues senyores») estava associat amb les anomenades deesses "heràldiques" de l'Alt i Baix Egipte:
- Nekhbet, deessa representada com un voltor amb diadema i els emblemes de la vida i la serenitat, patrona de la ciutat de Nekheb i de l'Alt Egipte, i
- Wadjet, deessa representada per una cobra, patrona de l'oracle a la ciutat del mateix nom i del Baix Egipte.

El nom s'utilitzà de manera definitiva a la primera dinastia pel faraó Semerkhet, tot i que no es convertia en un títol plenament independent fins a la dotzena.
Aquest nom no s'emmarcava en un cartutx o serekh, però sempre començava amb els jeroglífics d'un voltor i una cobra que descansen en dues cistelles, d'aquí el nom dual de "nebti".

## Nom d'Horus d'or
| G8 |

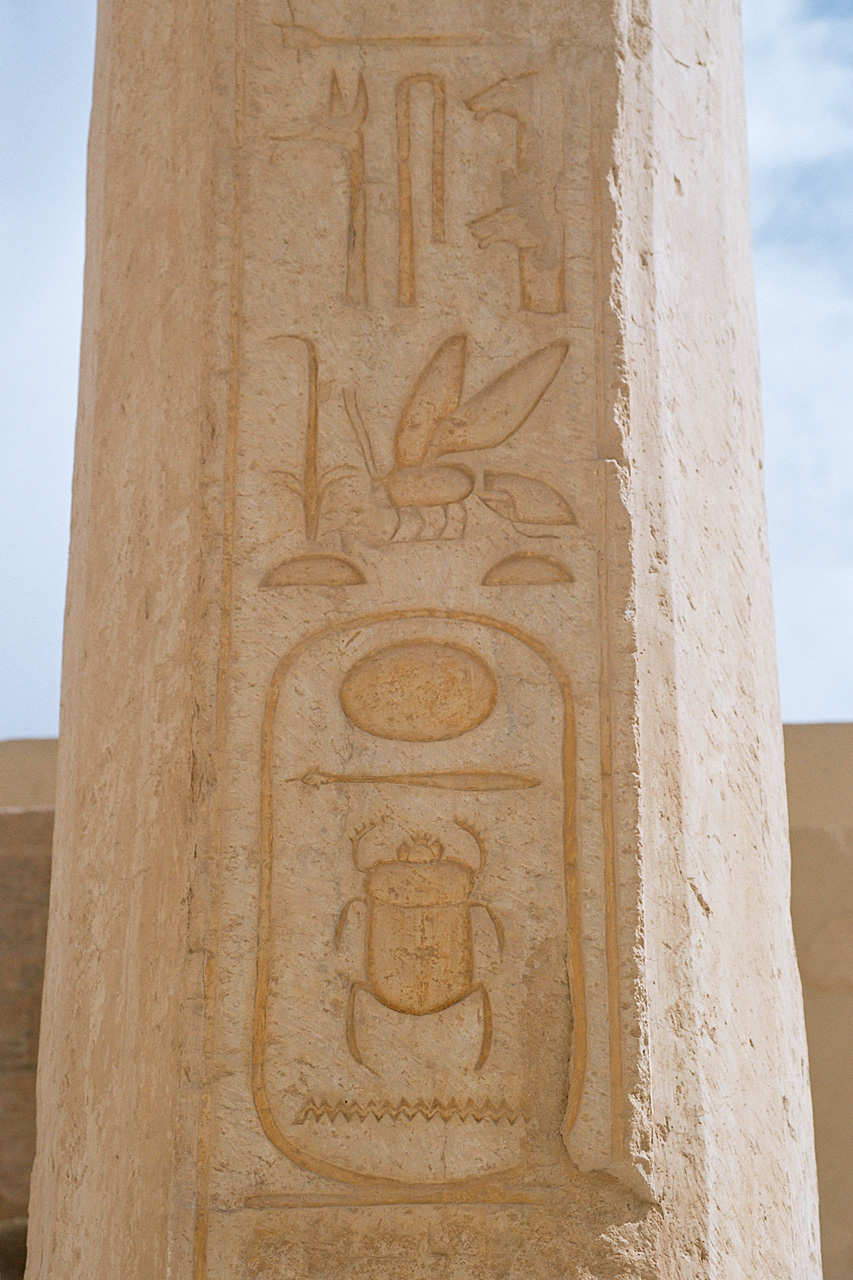
Prenom del cartutx de Tuthmosis II precedit pels símbols del jonc i de l'abella, al temple de Hatshepsut, Luxor

Aquesta forma del nom del faraó presentava la imatge d'un falcó, Horus, enfilat a dalt o al costat del jeroglífic de l'or.
El significat és discutit. Una opinió és que representa el triomf d'Horus per sobre del seu oncle Seth, que té símbol l'or, i voldria dir que Horus era "superior als seus enemics". L'or també estava clarament associat en la ment egípcia antiga amb l'eternitat, així podria transmetre la idea eterna del nom Horus per al faraó.
Similar al nom de Nebti, aquest nom no s'expressava emmarcat per un cartutx o serekh. Sempre comença amb la descripció del falcó Horus enfilat damunt una representació del sol.

## Nom de Nesut-Biti (prenom)
| M23 · t | L2 · t |

El títol significa probablement «El que pertany (n(j)) al jonc (swt) i a l'abella (bjtj)», els símbols de l'Alt i el Baix Egipte. És doncs més o menys cert que es pot traduir per «rei d'Alt i del Baix Egipte». És seguit pel nom de coronació inscrit en un cartutx.

## Nom de Sa-Ra (nom)
| G39 | N5 |

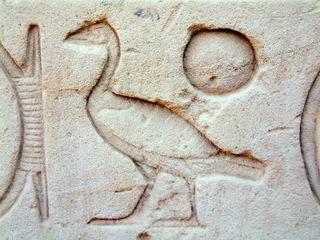
El Sa-Ra davant d'un cartutx

El títol qualifica el rei de «fill de Ra» i, indicant la seva filiació divina, el lliga carnalment al déu sol. És constituït del jeroglífic de l'ànec, que significa fill, i del de Ra, i és seguit del nom de naixement del faraó inscrit en un cartutx.
A partir de Khefren, els dos últims noms són inscrits en un cartutx, amb el nom format a partir d'un verb que significa envoltar, voltar . Es tracta d'una cordeta en forma d'oval, lligada a una de les extremitats i que simbolitza el que el sol envolta: en altres paraules, el faraó és proclamat amo de l'univers.